# Broken Branches
Broken Branches è l'undicesimo album in studio dell'artista country americano Dierks Bentley. È stato pubblicato il 13 giugno 2025 da Capitol Records Nashville.

## Contesto e registrazione
La creazione di Broken Branches è iniziata dopo l'uscita del decimo album in studio di Bentley, Gravel & Gold, nel tentativo di esplorare nuovi territori emotivi e sonori. Le sessioni di scrittura sono iniziate a metà del 2023, con la collaborazione di coautori di lunga data come Brett Beavers, Devin Dawson e Ashley Gorley, oltre a nuovi collaboratori.
Bentley ha dichiarato di aver ascoltato quasi 4.000 brani prima di selezionarne sette per l'album, oltre a quattro da lui co-scritti, con l'obiettivo di evidenziare brani unici e poco considerati, come Standing in the Sun. Affermando: "Non quelle veramente popolari, ma quelle canzoni che sono i disadattati dimenticati, che dicono qualcosa di bizzarro, e poi vedere cosa possiamo farci. Adoro trovare buona musica".
L'album è stato registrato a partire dall'inizio del 2024 e riflette il desiderio di Bentley di abbracciare autenticità e imperfezione. Secondo Bentley, ogni traccia è cresciuta partendo da una base di chitarra acustica, nella direzione che "sembrava giusta", guidata dai produttori Jon Randall e Ross Copperman. Tra i musicisti che hanno contribuito in modo determinante figurano Charlie Worsham, Jedd Hughes, Rob McNelley e Bryan Sutton.

## Tracce
1. Cold Beer Can (featuring Stephen Wilson Jr.) – 2:43 (Jon Randall, Luke Dick, Stephen Wilson Jr., Dierks Bentley)
2. Jesus Loves Me – 3:25 (Adam James, Ben Stennis, Allison Veltz Cruz)
3. She Hates Me – 2:50 (Ashley Gorley, Chase McGill, Ross Copperman, Jimmy AllenWes ScantlinBentley)
4. Something Worth Fixing – 3:11 (Wilson Jr.Dick, Bentley)
5. Standing in the Sun – 3:46 (Kyle Sturrock)
6. Well Well Whiskey – 3:34 (Seth Ennis, Devin Dawson, Jordan Reynolds)
7. Broken Branches (featuring John Anderson and Riley Green) – 3:17 (Zach Abend, Beau Bailey, Graham Barham)
8. Off the Map – 3:12 (Jeremy Bussey, Lauren McLamb, Adam Wood)
9. Never You (featuring Miranda Lambert) – 3:36 (Scooter Carusoe, Copperman, Ben Williams)
10. For as Long as I Can Remember – 3:50 (Dawson, Connie Harrington)
11. Don't Cry for Me – 3:03 (Jim Beavers, Bentley)